# Zob Ahan Isfahan
Zob Ahan Football Club (persană باشگاه فوتبال ذوب ‌آهن) este un club de fotbal iranian din Isfahan, Iran. În prezent el evoluează în  Iran Pro League. Rivala clubului este echipa vecină din Isfahani, Sepahan.

## Jucători

### Lotul actual
La 29 iulie 2013
| Nr. |      | Poziție | Jucător                    |
| --- | ---- | ------- | -------------------------- |
| 1   | Iran | P       | Masoud Homami              |
| 2   | Iran | F       | Alireza Mohammad           |
| 3   | Iran | F       | Sepehr Heidari             |
| 4   | Iran | M       | Akbar Imani U23            |
| 5   | Iran | F       | Hadi Tamini                |
| 6   | Iran | M       | Sina Ashouri               |
| 7   | Iran | F       | Mohammad Salsali (Captain) |
| 8   | Iran | M       | Ghasem Haddadifar          |
| 9   | Iran | A       | Mohsen Bayatinia           |
| 10  | Iran | A       | Esmaeil Farhadi            |
| 11  | Iran | M       | Mohsen Mosalman U23        |
| 14  | Iran | M       | Milad Zeneyedpour          |
| 15  | Iran | M       | Ehsan Pahlevan U21         |
| 16  | Iran | M       | Farshad Bahadorani         |
| 17  | Iran | F       | Hamid Parvar               |

| Nr. |            | Poziție | Jucător                 |
| --- | ---------- | ------- | ----------------------- |
| 18  | Iran       | M       | Vahid Aliabadi          |
| 20  | Iran       | F       | Saeid Abdollahpour      |
| 22  | Armenia    | P       | Gevorg Kasparov         |
| 23  | Iran       | A       | Rouhollah Arab          |
| 24  | Iran       | M       | Hossein Doustdar U23    |
| 29  | Iran       | M       | Morteza Tabrizi U23     |
| 30  | Iran       | A       | Mehdi Rajabzadeh        |
| 31  | Iran       | F       | Oveis Kordjahan         |
| 32  | Iran       | F       | Mostafa Ekrami          |
| 33  | Iran       | P       | Amir Meghdad Maleki U21 |
| 34  | Iran       | M       | Mehdi Mehdipour U21     |
| 35  | Iran       | F       | Alireza Arablou U23     |
| 40  | Iran       | M       | Peyman Salmani U21      |
| 55  | Muntenegru | P       | Milan Mijatovic         |

## Notable players
This list of former players includes those who received international caps (in bold) while playing for the team, made significant contributions to the team in terms of appearances or goals while playing for the team, or who made significant contributions to the sport either before they played for the team, or after they left. It is clearly not yet complete and all inclusive, and additions and refinements will continue to be made over time.
| Iran - Mahmood Ebrahimzadeh - Esmaeil Farhadi - Sepehr Heidari - Mohammad Reza Khalatbari - Rasoul Korbekandi - Ali Akbar Ostad-Asadi - Mehdi Rajabzadeh - Rahman Rezaei - Reza Sahebi - Mohammad Salsali - Ebrahim Taghipour | Africa - Issa Ndoye Asia - Hawar Mulla Mohammed Europe - Armenak Petrosyan - Levon Stepanyan - Gheorghe Stratulat South America - Igor Castro |

## Palmares

### Național
- Iran Pro League

Vice-campioni (3): 2004–05, 2008–2009, 2009–10
- Iran 2nd Division:

Campioni (1): 1995–1996
- Hazfi Cup:

Câștigători (2): 2002–03, 2008–09
Finaliști (1): 2000–01

### Continental
- Liga Campionilor AFC

Campioni (1): 2010
Sfert-finaliști (1): 2011